# Syritta oceanica
Syritta oceanica là một loài ruồi trong họ Ruồi giả ong (Syrphidae). Loài này được Macquart mô tả khoa học đầu tiên năm 1855. Syritta oceanica phân bố ở miền Australasia